# Cabra de Gävle

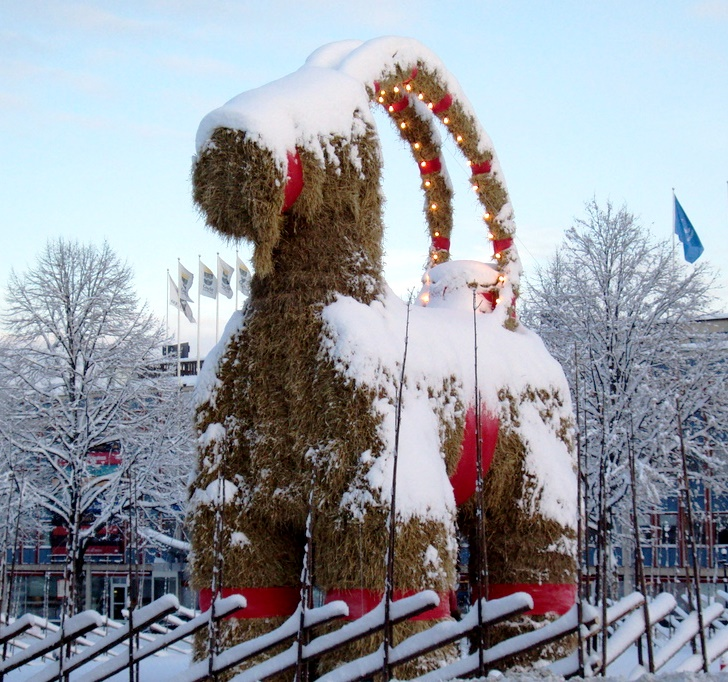
Cabra Gävle (2009)

La Cabra del gävle (en sueco: Gävlebocken , pronunciación en sueco: /ˈjɛ̌ːvlɛbɔkːɛn/) es una exhibición tradicional de Navidad instalada anualmente en Slottstorget (Plaza de Castillo) en el centro de Gävle, Suecia. Es la versión gigante de una cabra sueca navideña tradicional hecha de paja. Cada año es construida por grupos comunitarios locales a principios del Adviento durante un periodo de dos días. Ha sido el objetivo de repetidos ataques incendiarios y a pesar de las medidas de seguridad y la presencia cercana de una estación de bomberos, la cabra ha sido quemada completamente la mayoría de los años desde su primera aparición en 1966. A partir de diciembre de 2021, la cabra ha sido dañada 38 veces. 
Quemar y destruir la cabra de alguna forma es ilegal y el Tribunal sueco de apelaciones ha declarado que la ofensa normalmente tendría que acarrear una sentencia a prisión de 3 meses. En 2018, fue sentenciado un hombre de 27 años por incendiar la cabra a prisión suspendida y a días multa por daños agravados a la propiedad.
Desde 1986, dos cabras de Navidad distintas han sido construidas en Gävle: la Cabra de Gävle construida por los Mercaderes Del sur y la Cabra de Navidad construida por el Club de Ciencias Naturales de la Escuela de Vasa.

## Historia

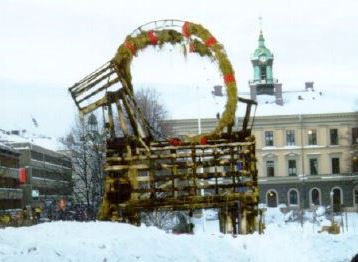
La cabra Gävle después de ser arrasada por el fuego durante una nevada en 1998

La Cabra Gävle es levantada cada año en el primer día de Adviento, el cual según la tradición cristiana Occidental es a fines de noviembre o principios de diciembre según el año. En 1966, a Stig Gavlén (1927–2018), un asesor publicitario, se le ocurre la idea de hacer una versión gigante de la Cabra de Navidad tradicional sueca y colocarla en la plaza. El diseño de la primera cabra fue asignado al entonces jefe del departamento de bomberos de Gävle, hermano de Gavlén, Jörgen Gavlén. La construcción de la cabra fue llevada a cabo por el departamento de bomberos y construyeron la cabra cada año desde 1966 a 1970 y desde 1986 a 2002. La primera cabra fue financiada por Harry Ström. El 1 de diciembre de 1966 una cabra de 13 metros de alto, 7 metros de largo y un peso de 3 toneladas fue instalada en la plaza. En víspera de año nuevo la cabra fue arrasada por un incendio y el perpetrator fue encontrado y condenado por vandalismo. La cabra fue asegurada y Ström tuvo su dinero de vuelta.
Un grupo de hombres de negocios conocidos como los Mercaderes Del sur (Söders Köpmän) financió la construcción de la cabra en los años siguientes. En 1971, los Mercaderes Del Sur dejaron de construir las cabras. El Club de Ciencias Naturales (Naturvetenskapliga Föreningen) de la Escuela de Vasa (Vasaskolan) empezó construir la estructura. Su cabra medía alrededor 2 metros. Debido a la reacción positiva que su Cabra de Navidad recibió ese año construyeron otra los años siguientes. Los Mercaderes Del sur empezaron a construir sus propias cabras nuevamente en 1986.
El costo de la cabra de 1966 fue de SEK 10,000. En 2005, el precio para construir la cabra era de alrededor 100,000 coronas suecas. La ciudad paga un  tercio del costo mientras que los Mercaderes Del sur pagan la suma restante. Desde 2003 su construcción ha sido realizada por un grupo de personas desempleadas conocidas como trabajadores ALU.

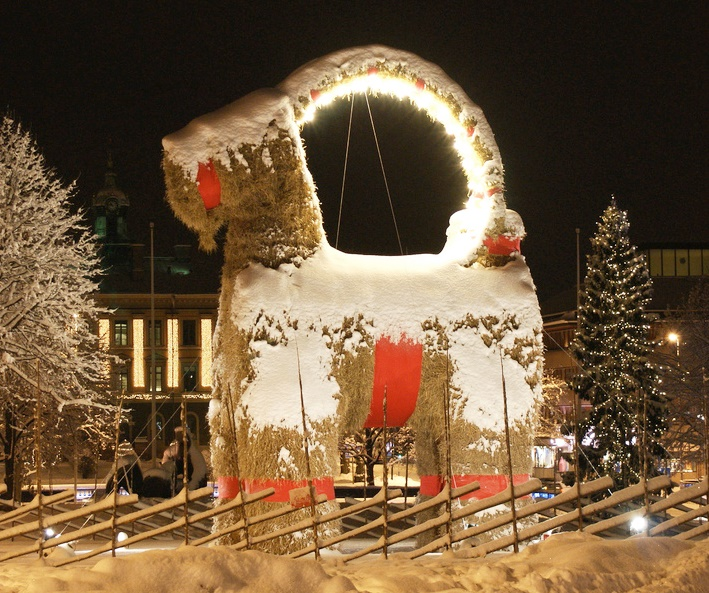
La cabra de Gävle en diciembre de 2009

La exhibición se volvió notable por ser un objetivo recurrente de vandalismo por incendios y por haber sido destruida muchas veces desde que la primera cabra fue exhibida en 1966. La mayoría de las veces el fuego pudo ser extinguido antes de que el esqueleto de madera sea severamente dañado ya quela estación de bomberos está cerca de la ubicación de la cabra. Si incendian la cabra antes del 13 diciembre, día de fiesta de Santa Lucía, la cabra es reconstruida. El esqueleto de la cabra es entonces restaurado y reparado, y la cabra es reconstruida sobre éste, utilizando paja qué el Comité de la Cabra ha encargado previamente. Desde 2005, cuatro personas han sido capturadas o condenadas por vandalizar la cabra. En 2001, la cabra fue incendiada por un turista de 51 años de Cleveland, Ohio, Estados Unidos quien estuvo 18 días en prisión y posteriormente fue  obligado a pagar 100,000 coronas suecas en daños. El tribunal confiscó su encendedor con el argumento de que claramente no es capaz de manejarlo. Este turista declaró en la corte que no era un "incendiario de cabras" y creyó que participaba en una quema de cabras tradicional y completamente legal. Después de salir de prisión éste regresó a los EE. UU. sin pagar su multa.
En 1996, los Mercaderes del Sur instalaron una cámara de vigilancia para controlar la cabra 24 horas por día. El 27 de noviembre de 2004 la página web de la Cabra de Gävle fue pirateada y cambiaron a una de las dos cámaras oficiales. Un año, mientras los guardias de seguridad vigilaban la cabra con el fin de impedir más actos vandálicos, la temperatura cayó muy por debajo de cero. Cuando los guardias entraron a un restaurante cercano para huir del frío, los vándalos atacaron.
Durante el fin de semana del 3 y 4 de diciembre de 2005, una serie de ataques contra las populares cabras de Navidad fueron llevados a cabo a lo largo y ancho de Suecia. La Cabra de Gävle fue quemada el 3 de diciembre. La cabra de Visby en Gotland fue incendiada, la  cabra de Navidad de Söderköping en Östergötland fue prendida fuego y también hubo un ataque a una cabra localizada en Lycksele, Västerbotten.
La estación de Navidad de 2006 marcó el 40.º aniversario de la Cabra de Gävle y el domingo 3 de diciembre la ciudad celebró un gran festejo en honor a la cabra. El Comité de la Cabra la protegió del fuego con "Fiber ProTector" una sustancia ignífuga que es utilizada en aviones. En años anteriores donde la cabra también se hizo a prueba de fuego, el rocío había hecho que el líquido goteara de la cabra. Para impedir que esto pasara en el 2006, se le aplicó "Solvente base ProTector a prueba de fuego". A pesar de sus esfuerzos, la cabra ha sido dañada o destruida un total de 38 veces. El 27 de noviembre de 2016 un incendiario equipado con gasolina la prendió fuego a solo horas después de su inauguración.

## Cabra de Navidad del Club de Ciencias Naturales

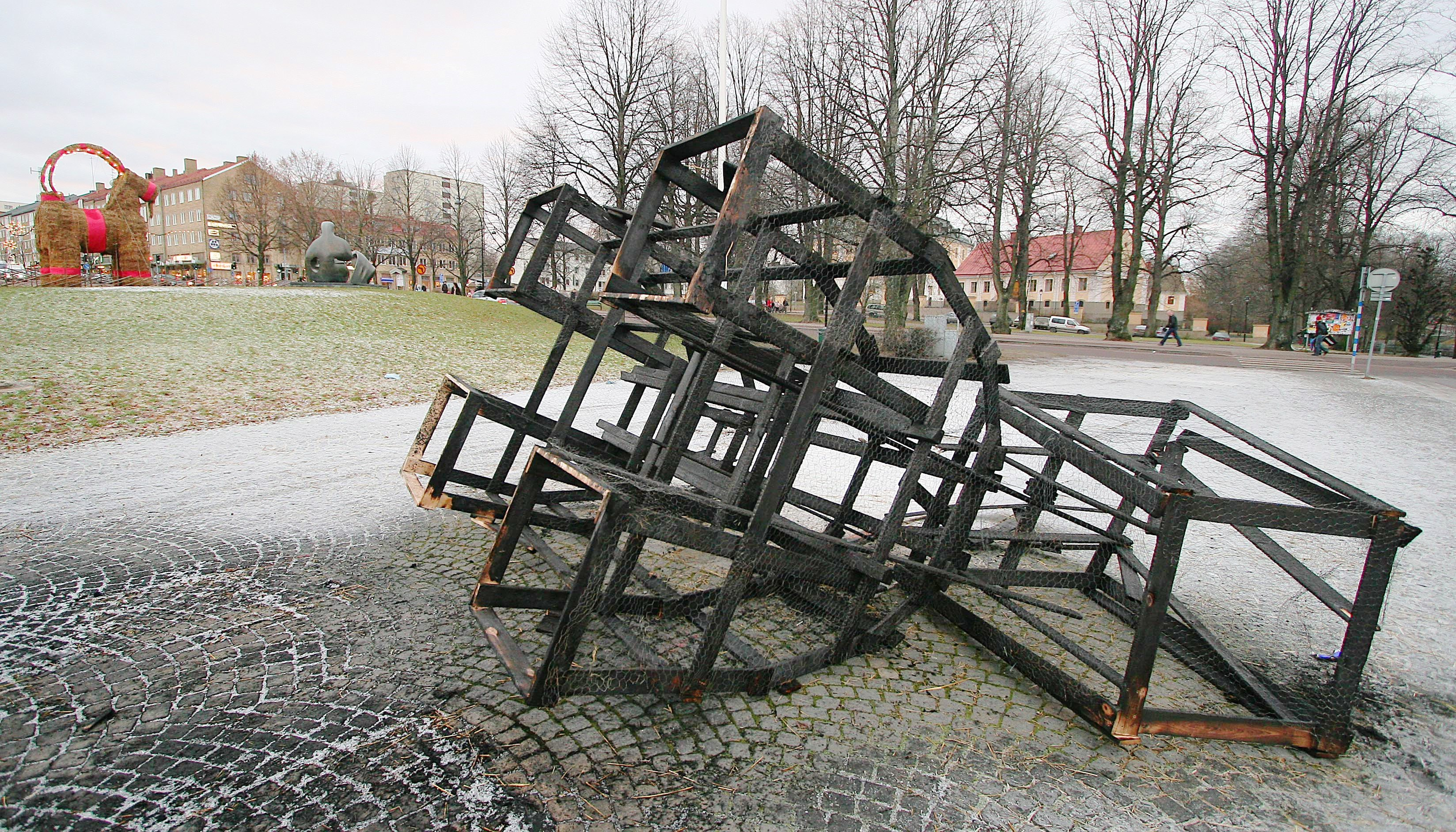
La Cabra del Club de Ciencias Naturales quemada en el 2006, con la Cabra de Gävle más grande visible a la distancia

Desde 1986 ha habido dos Cabras de Navidad construidas en Gävle: la Cabra Gävle hecha por los Mercaderes Del sur y la Cabra de Navidad construida por el Club de Ciencias Naturales de la Escuela de Vasa. 
Hasta 1985 los Mercaderes Del sur mantuvieron el récord mundial de la Cabra de Navidad más grande, pero a medida que pasaron los años la cabra del Club de Ciencias Naturales incrementaba su tamaño y en 1985 su Cabra de Navidad entró al Libro de Guinness de los récords con una altura oficial de 12.5 metros. El creador de la cabra original de 1966, Stig Gavlén, pensaba que la cabra del Club de Ciencias Naturales ha ganadoeste título injustamente porque la cabra no era tan atractiva como la de los Mercaderes Del Sur y el cuello era excesivamente largo. El año siguiente hubo una guerra de cabras: los Mercaderes Del sur entendieron el valor de la publicidad y levantaron una cabra enorme, el Club de Ciencias Naturales erigió una más pequeña como protesta. Los Mercaderes Del Sur tenían la intención de que su enorme cabra  recuperara el récord mundial, pero las medidas de la cabra no alcanzaron. Durante los siguientes siete años no hubo más intentos de conseguir el récord mundial, pero hubo alguna hostilidad entre el Club de Ciencias Naturales y los Mercaderes Del sur, demostrado por el hecho que el Club de Ciencia Natural colocó una señal cerca de su cabra deseando una Feliz Navidad a todo el mundo, excepto a los Mercaderes Del sur.
En 1993 los Mercaderes Del sur otra vez anunciaron que iban a intentar el récord mundial. La cabra midió 10.5 metros cuándo se completó. La cabra de Navidad del Club de Ciencias Naturales midió ese año 14.9 metros, lo que les valió otro lugar en el Libro Guinness de los Récords.

## Cronología

### 1966–1969
| Año  | Medidas de seguridad                                    | Fecha de destrucción | Método de destrucción | Notas |
| ---- | ------------------------------------------------------- | -------------------- | --------------------- | ----- |
| 1966 |                                                         | 31 de diciembre      | Incendio              |       |
| 1967 |                                                         | Subsiste             | Subsiste              |       |
| 1968 | Adición de valla.                                       | Subsiste             | Subsiste              |       |
| 1969 | Interior de la cabra protegido por una red de alambres. | 31 de diciembre      | Incendio              |       |

### 1970–1979
| Año  | Medidas de seguridad                                                                            | Fecha de destrucción                   | Método de destrucción            | Notas |
| ---- | ----------------------------------------------------------------------------------------------- | -------------------------------------- | -------------------------------- | --- |
| 1970 |                                                                                                 | Seis horas después de la construcción. | Incendio                         | Dos adolescentes alcoholizados fueron culpados por la destrucción de la cabra. Con la ayuda financiera de algunos donantes la cabra fue reensamblada con caña de lago.          |
| 1971 |                                                                                                 | ?                                      | Destrozada en pedazos.           | Los Mercaderes del Sur se cansaron de que sus cabras sean quemadas y pararon de construírlas. El Club de Ciencias Naturales de la Escuela de Vasa empieza a construir su cabra. |
| 1972 |                                                                                                 | ?                                      | Colapsa                          | |
| 1973 |                                                                                                 | ?                                      | Robada                           | La cabra fue robada por un hombre que la colocó en el patio de su casa. Luego fue sentenciado a dos años de prisión por robo agravado.                                          |
| 1974 |                                                                                                 | ?                                      | Incendio                         | |
| 1975 |                                                                                                 | ?                                      | Colapsa                          | La cabra se derrumba por su propio peso. |
| 1976 |                                                                                                 | ?                                      | Un automóvil la choca.           | Un estudiante pisa las piernas traseras de la cabra con un Volvo Amazon derrumbando la estructura.                                                                              |
| 1977 |                                                                                                 | ?                                      | Incendio                         | |
| 1978 |                                                                                                 | ?                                      | Destrozada en pedazos            | |
| 1979 | Después de que la primera cabra fue quemada, a una segunda cabra se la protege contra el fuego. | Antes del ensamblado                   | Incendio/ Destrozada en pedazos. | Esta cabra fue incendiada incluso antes de que finalizara su construcción. Una segunda cabra fue construida y finalizada, pero luego fue destruida y rota en pedazos.           |

### 1980-1989
| Año  | Medidas de seguridad | Fecha de destrucción         | Método de destrucción | Notas |
| ---- | --- | ---------------------------- | --------------------- | --- |
| 1980 | | 24 de diciembre              | Incendio              | |
| 1981 | | Subsiste                     | Subsiste              | |
| 1982 | | 13 de diciembre              | Incendio              | |
| 1983 | | ?                            | Piernas destruidas    | |
| 1984 | | 12 de diciembre.             | Incendio              | |
| 1985 | Cercada por una valla de metal de 2 metros de alto, vigilada por Securitas y por soldados del Regimiento de Infantería 14 de Gävle. | Enero                        | Incendio              | La alta cabra de 12.5 metros del Club de Ciencias Naturales fue incluida en el Libro Guinness de los Récords por primera vez.                                                                            |
| 1986 | | 23 de diciembre.             | Incendio              | Los Mercaderes del Sur construyeron su primera cabra desde 1971 y fue quemada. Desde 1986 en adelante dos cabras son construidas cada año, una por los Mercaderes del Sur y otra por la Escuela de Vasa. |
| 1987 | Se la protege contra el fuego. | ?                            | Incendio              | |
| 1988 | | Subsiste                     | Subsiste              | Los apostadores fueron capaces de apostar por primera vez por el destino de la cabra con corredores de apuestas inglesas.                                                                                |
| 1989 | | Antes del ensamblado / Enero | Incendio / Incendio   | Se recaudaron contribuciones financieras del público para reconstruir una cabra y luego esta segunda cabra fue incendiada en enero.                                                                      |

### 1990–1999
| Año  | Métodos de seguridad                                | Fecha de destrucción                             | Método de destrucción | Notas |
| ---- | --------------------------------------------------- | ------------------------------------------------ | --------------------- | --- |
| 1990 | La cabra es vigilada por muchos voluntarios.        | Subsiste                                         | Subsiste              | En marzo de 1990 otra cabra fue construida, esta vez para el rodaje de una película sueca llamada Black Jack. |
| 1991 |                                                     | 24 de diciembre.                                 | Incendio              | |
| 1992 |                                                     | Después de 8 días y de nuevo el 20 de diciembre. | Incendio / Incendio.  | Tanto la cabra del Club de Ciencias Naturales como la de los Mercaderes del Sur fueron incendiadas en la misma noche. Esta última fue reconstruida y nuevamente incendiada el 20 de diciembre. El culpable de los tres ataques fue capturado y enviado a prisión. Se funda el Comité de la Cabra. |
| 1993 | Vigilada por taxis y por la Guardia Nacional sueca. | Subsiste                                         | Subsiste              | Una vez más la cabra alcanzó al Libro Guinness de los récords, la cabra de la Escuela de Vasa medía 14,9 metros. |
| 1994 |                                                     | Subsiste                                         | Subsiste              | La cabra acompañó a la selección sueca de hockey hasta Italia para el Campeonato Mundial de hockey. |
| 1995 |                                                     | 25 de diciembre.                                 | Incendio              | Un noruego fue arrestado por intentar incendiar la cabra. Fue reconstruida para el 550 aniversario de la Provincia de Gävleborg. |
| 1996 | Monitoreadas por cámaras web.                       | Subsiste                                         | Subsiste              | |
| 1997 |                                                     | Subsiste con daños                               | Subsiste con daños    | Es dañada por fuegos artificiales |
| 1998 |                                                     | 11 de diciembre.                                 | Incendio              | Incendiada durante una gran tormenta de nieve y luego reconstruida. |
| 1999 |                                                     | En cuestión de horas.                            | Incendio              | La cabra de los Mercaderes del Sur fue reconstruida otra vez antes del día de Santa Lucía. La cabra del Club de Ciencias Naturales también fue incendiada. |

### 2000-2009
| Año  | Métodos de seguridad                                                                                      | Fecha de construcción | Método de construcción | Notas |
| ---- | --- | --------------------- | ---------------------- | --- |
| 2000 | | Fines de diciembre.   | Incendio               | La cabra de los Mercaderes del Sur fue quemada y la del Club de Ciencias Naturales fue arrojada al río Gävle. |
| 2001 | | 23 de diciembre       | Incendio               | Un turista de Cleveland, Ohio, Estados Unidos fue arrestado por quemar la cabra. La cabra del Club de Ciencias Naturales también fue incendiada. |
| 2002 | Durante el día de Santa Lucía la cabra fue vigilada por el famoso de la radio y la TV sueco Gert Fylking. | Subsiste con daños    | Subsiste con daños     | Un joven de 22 años trata de prender fuego la cabra de los Mercaderes del Sur pero falla. La cabra recibe daños menores. |
| 2003 | | 11 de diciembre.      | Incendio               | Después de que la primera cabra fue incendiada una semana más tarde una segunda fue montada. La segunda sobrevive sin incidentes conocidos. |
| 2004 | | 21 de diciembre.      | Incendio               | |
| 2005 | | 3 de diciembre.       | Incendio               | Quemada por vándalos vestidos como Papá Noel y el Hombre de Jengibre que arrojaron una flecha de fuego a la cabra. Reconstruida el 5 de diciembre. La búsqueda del incendiario responsable de la quema de la cabra fue presentada en el programa en vivo "Más buscado" (Efterlyst) del canal sueco TV3 el 8 de diciembre. |
| 2006 | | Subsiste              | Subsiste               | La cabra de los Mercaderes del Sur sobrevive a la víspera de Año Nuevo y es quitada el 2 de enero. Se empieza a guardar en una ubicación secreta. |
| 2007 | | Subsiste              | Subsiste               | La cabra del Club de Ciencias Naturales se derrumba el 13 de diciembre y es incendiada la noche del 24 de diciembre. La cabra de los Mercaderes del Sur sobrevive. |
| 2008 | | 27 de diciembre.      | Incendio               | 10000 personas salen a la calle para la inauguración de una de las cabras. No se construyó una cabra de respaldo para reemplazar a la cabra principal en caso de que ocurriera lo peor ni se la protege contra el fuego (Anna Östman, portavoz del comité de la cabra dijo que la sustancia que la protegía del fuego la hizo ver fea en años anteriores y que se veía como un terrier marrón). El 16 de diciembre la cabra del Club de Ciencias Naturales fue vandalizada y luego removida. El 26 de diciembre hubo un intento de incendiar la cabra de los Mercaderes del Sur pero los transeúntes extinguieron el fuego. Al día siguiente la cabra finalmente sucumbió ante las llamas iniciadas por un atacante desconocido a las 3:50 CET.      |
| 2009 | | 23 de diciembre.      | Incendio               | Una persona intenta prender fuego a la cabra de los Mercaderes del Sur la noche del 7 de diciembre. Se intenta, sin éxito, arrojar al río la cabra del Club de Ciencias Naturales el fin de semana del 11 de diciembre. Luego, el culpable intenta nuevamente sin éxito, prenderla fuego. Alguien roba la cabra del Club de Ciencias Naturales usando un camión la noche del 14 de diciembre. En la noche del 23 de diciembre antes de las 04:00 horas incendian la cabra de los Mercantes del Sur y se quema hasta el esqueleto, a pesar de tener una gruesa capa de nieve en el lomo. La cabra tenía dos cámaras web en línea que fueron puestas fuera de servicio por un ataque DoS, instigado por piratas informáticos justo antes del incendio. |

### 2010-2019
| Año  | Medidas de seguridad | Fecha de destrucción | Método de destrucción | Notas |
| ---- | --- | -------------------- | --------------------- | --- |
| 2010 | | Subsiste             | Subsiste              | En la noche del 2 de diciembre unos incendiarios hicieron un intento frustrado de quemar la cabra del club de ciencias naturales. El 17 de diciembre un sitio de noticias suecas reportó que a uno de los guardias encargado de proteger a la cabra de los Mercaderes del Sur le habían ofrecido dinero para dejar su puesto de manera que la cabra pudiera ser robada vía helicóptero y transportada a Estocolmo. Ambas cabras sobrevivieron y fueron desmanteladas y devueltas al almacenamiento a principios de enero de 2011. |
| 2011 | Rociada con agua para crear una capa de hielo.                                                                                 | 2 de diciembre       | Incendio              | El clima templado resultó en el derretimiento del hielo protector. También fue incendiada la Cabra del Club de Ciencias Naturales. |
| 2012 | | 12 de diciembre      | Incendio              | |
| 2013 | Mojada con un retardador de incendios.                                                                                         | 21 de diciembre      | Incendio              | |
| 2014 | | Subsiste             | Subsiste              | Se realizaron al menos tres intentos de incendio. La cabra del Club de Ciencias Naturales se derrumba. |
| 2015 | | 27 de diciembre      | Incendio              | Un hombre de 26 años que huía de la escena con la cara quemada, sostenía un encendedor en su mano y olía a gasolina. Fue arrestado. Bajo interrogatorio él admite cometer el delito, añadiendo que estaba alcoholizado en ese momento y que en retrospectiva, fue una muy mala idea. Fue sentenciado en enero de 2018 a libertad condicional por un tribunal de apelación con una multa de 6.000 SEK y 80.000 SEK en daños. También fue incendiada la cabra del Club de Ciencias Naturales. |
| 2016 | | 27 de noviembre      | Incendio              | Destruida por un pirómano equipado con gasolina el día de su inauguración, a solo horas después de su "fiesta de cumpleaños" número 50. Los organizadores dijeron que no reconstruirían la cabra ese mismo año. Un tribunal de Gävle le dio libertad condicional al joven de 21 años y fue sentenciado a una multa y a pagar aproximadamente 100.000 SEK en daños. La evidencia giraba principalmente en torno a un sombrero que el perpetrador dejó caer durante su fuga. Más tarde, la policía comparó el ADN de éste con el del lugareño de 21 años y coincidieron. La cabra fue reemplazada por otra más pequeña del Club de Ciencias Naturales construida por estudiantes de secundaria de la zona. Posteriormente, esta cabra fue atropellada por un automóvil. |
| 2017 | Doble valla, cámaras de vigilancia y guardias.                                                                                 | Subsiste             | Subsiste              | La cabra fue inaugurada el 3 de diciembre. No se reportaron intentos de incendio. |
| 2018 | Vallado, cámaras, guardias, parada de taxis para elevar el número de personas cercanas                                         | Subsiste             | Subsiste              | La cabra fue inaugurada el 2 de diciembre. La noche del 15 de diciembre ocurre un intento de incendio a la cabra del Club de Ciencias Naturales resultando en un daño menor a su pierna izquierda frontal. La cuenta de Twitter de la cabra de Gävle registró dos incidentes: un "hostigamiento" no especificado el 7 de diciembre y una intrusión dentro del cercado de la cabra el 31 de diciembre, por parte de alguien que afirmaba necesitar usar el baño. |
| 2019 | Doble valla, CCTV. Dos guardias patrullan alrededor de la cabra con frecuencia, las 24 horas del día, junto con una unidad K9. | Subsiste             | Subsiste              | La cabra fue inaugurada otra vez el 1 de diciembre. El 13 de diciembre, los bomberos respondieron a una llamada que decía que la "pequeña cabra" se estaba quemando, solo para descubrir que en realidad era una cabra de Navidad miniatura que alguien había traído e incendiado en el lugar. La cabra del Club de Ciencias Naturales fue quemada, pero no destruida, en las primeras horas del 27 de diciembre. Un sospechoso fue detenido. Esta es la primera vez que la cabra sobrevive más de dos años seguidos. |

### 2020-2029
| Año  | Medidas de seguridad                                              | Fecha de destrucción | Método de destrucción | Notas |
| ---- | ----------------------------------------------------------------- | -------------------- | --------------------- | --- |
| 2020 | Guardias, doble valla, CCTV, cámaras en directo.                  | Subsiste             | Subsiste              | La cabra fue inaugurada el 29 de noviembre. Durante la pandemia del COVID-19 se inaugura digitalmente y se aconseja al público que no se reuniera alrededor de la cabra. No se hace una fiesta tradicional. La cabra no fue dañada durante las vacaciones de 2020, haciendo de éste el cuarto año consecutivo en el que la cabra no recibe daños.   |
| 2021 |                                                                   | 17 de diciembre.     | Incendio              | La cabra del club de Ciencias Naturales fue incendiada en las primeras horas del 12 de diciembre. En ese mismo fin de semana. una persona alcoholizada fue atrapada tratando de saltar las vallas que rodean a la cabra más grande. Ésta fue quemada en las primeras horas del 17 de diciembre. Un hombre de 40 años fue arrestado.                 |
| 2022 | Retransmisión 24 horas en directo, doble valla, guardias 24 horas | Subsiste             | Subsiste              | La inauguración de la cabra se dio el 27 de noviembre. Debido al traslado del centro de la ciudad a la plaza Slottstorget, que es la localización tradicional de la cabra, esta fue movida unas cuantas manzanas al norte a Rådhusesplanaden. El uno de enero se dio fin a la retransmisión en directo, y al día siguiente la cabra fue desmontada. |